# Uning Emas
Uning Emas is een bestuurslaag in het regentschap Bener Meriah van de provincie Atjeh, Indonesië. Uning Emas telt 136 inwoners (volkstelling 2010).